# Чехово (Калининградская область)
Чехово (нем. Uderwangen) — посёлок в Багратионовском районе Калининградской области. Входит в состав Гвардейского сельского поселения.

## История
Населенный пункт Удерванген был основан в 1365 году. В конце XIV века была построена кирха. В 1897 году - открыта школа.
В 1946 году Удерванген был переименован в поселок Чехово.
7 октября 1950 года Чехово стало центром Чеховского сельского совета, перенесенного сюда из поселка Марийское. Чеховский сельсовет принадлежал к Калининградскому району. После ликвидации района в 1959 году территория сельсовета вошла в состав Багратионовского района, а сам он был упразднён. В 1959 — 1965 годах Чехово административно относилось к Луговскому сельсовету.
После расширения Гурьевского района в 1965 году южная часть Луговского сельсовета с некоторыми деревнями, ранее принадлежавшими Тишинскому, а пока, временно, Гвардейскому сельсовету, была объединена во вновь созданном Чеховском сельском совете 26 декабря 1966 года.

## Достопримечательности
Объект культурного наследия регионального значения:
- руины кирхи XIV века по ул.Школьной

Объект культурного наследия местного значения:
- Братская могила советских воинов, погибших в марте 1945 года

Прочие:
- Памятник погибшим в годы Первой мировой войны
- Водонапорная башня 1930-х годов около несуществующей более железнодорожной станции
- Мост через реку Прохладная

## Население
| 2002 | 2010 |
| ---- | ---- |
| 579  | ↘564 |